# 根岸友山

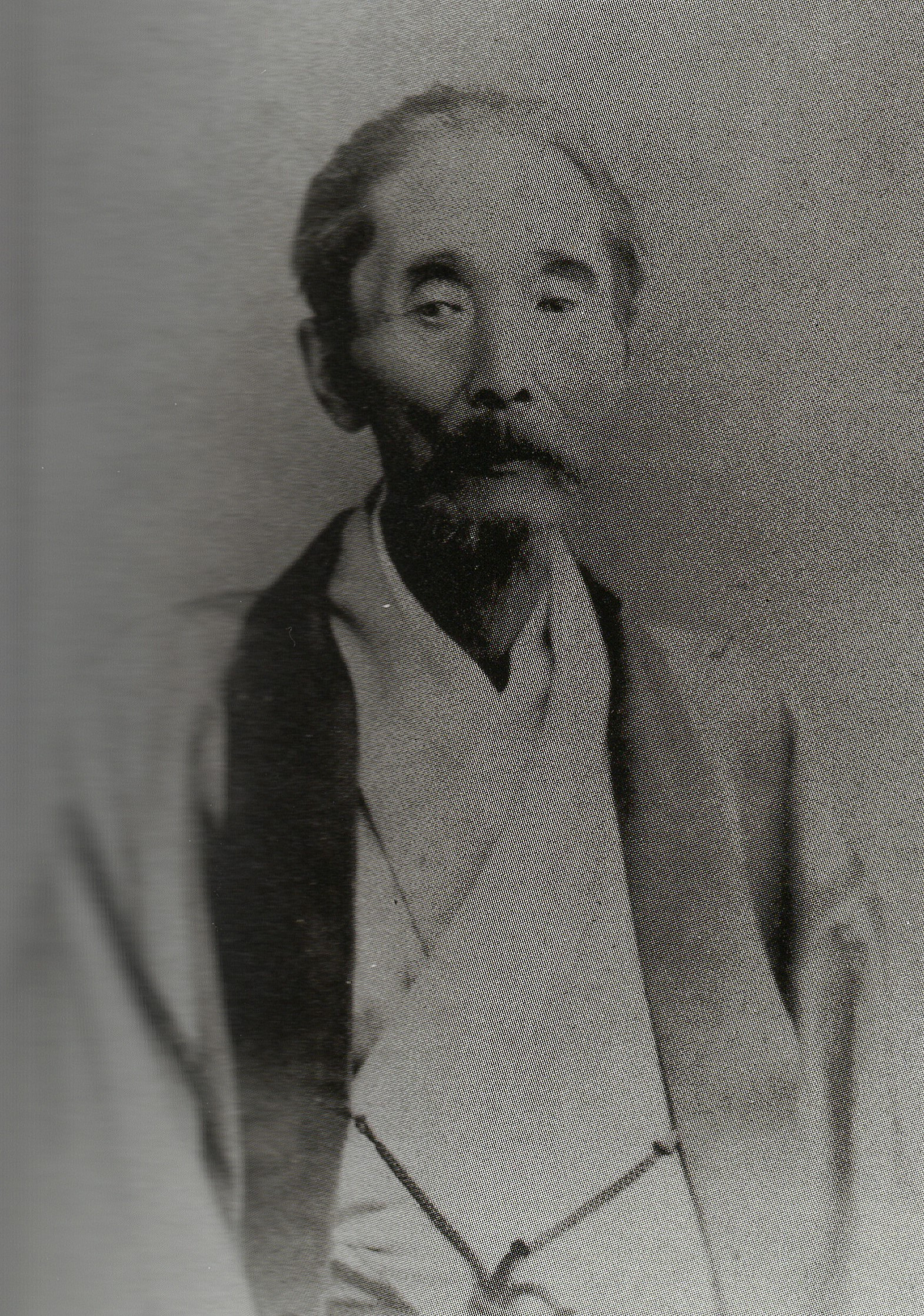
根岸友山

根岸 友山（ねぎし ゆうざん、文化6年11月27日（1810年1月2日） - 明治23年（1890年）12月3日）は、壬生浪士組隊士、庄内藩新徴組取締役。本名、伴七。号は友山。諱は信輔。

## 生涯
1810年（文化6年）豪農根岸信保の長男として、武蔵国大里郡甲山村（現・熊谷市冑山）に生まれる。1833年（天保4年）寺子屋三余堂を開き、1835年（天保6年）剣術道場振武所を開く。のちに剣術は千葉周作に学んだ。1839年（天保10年）の蓑負騒動に加担したため、1841年（天保12年）に江戸十里四方追放となる。1855年（安政2年）甲山村に戻る。
1863年（文久3年）、将軍・徳川家茂上洛に伴い江戸幕府によって組織された浪士組に参加。近藤勇、芹沢鴨らとともに京都に残る。その後、遠藤丈庵、清水五一らとともに「伊勢参詣」を理由に壬生浪士組を脱走して江戸に戻り、同年5月19日に庄内藩新徴組取締役（庄内藩と新徴組の連絡係）に就任するがすぐに退任。以後は討幕の意志を固めた。鳥羽・伏見の戦いで旧幕府軍が負けると盛大に祝ったという。1866年（慶応2年）武州一揆により自宅が襲われた。
1868年（明治元年）勤王論を説く『吐血論』を刊行。著書中で、当時処刑に対して同情を集めていた近藤勇を痛烈に批判する。
墓は冑山共同墓地（埼玉県熊谷市）にある。
くまがや市商工会による友山まつりが行われている。

## 演じた俳優
- 吉田義夫 - 「壮烈新選組 幕末の動乱」（1960年、東映）
- 奥村公延 -  「新選組!」（2004年、NHK）